# رامسه دو
رامسه دو، روستایی در دهستان طراح بخش گمبوعه شهرستان حمیدیه در استان خوزستان ایران است.

## جمعیت
بر پایه سرشماری عمومی نفوس و مسکن در سال ۱۳۹۵، جمعیت این روستا برابر با ۳۴۱ نفر (۸۵ خانوار) بوده است.